# Leicestershire Police
Leicestershire Police – brytyjska formacja policyjna, pełniąca funkcję policji terytorialnej na obszarze hrabstw ceremonialnych Leicestershire i Rutland. Według stanu na 31 marca 2012, formacja liczy 2142 funkcjonariuszy.

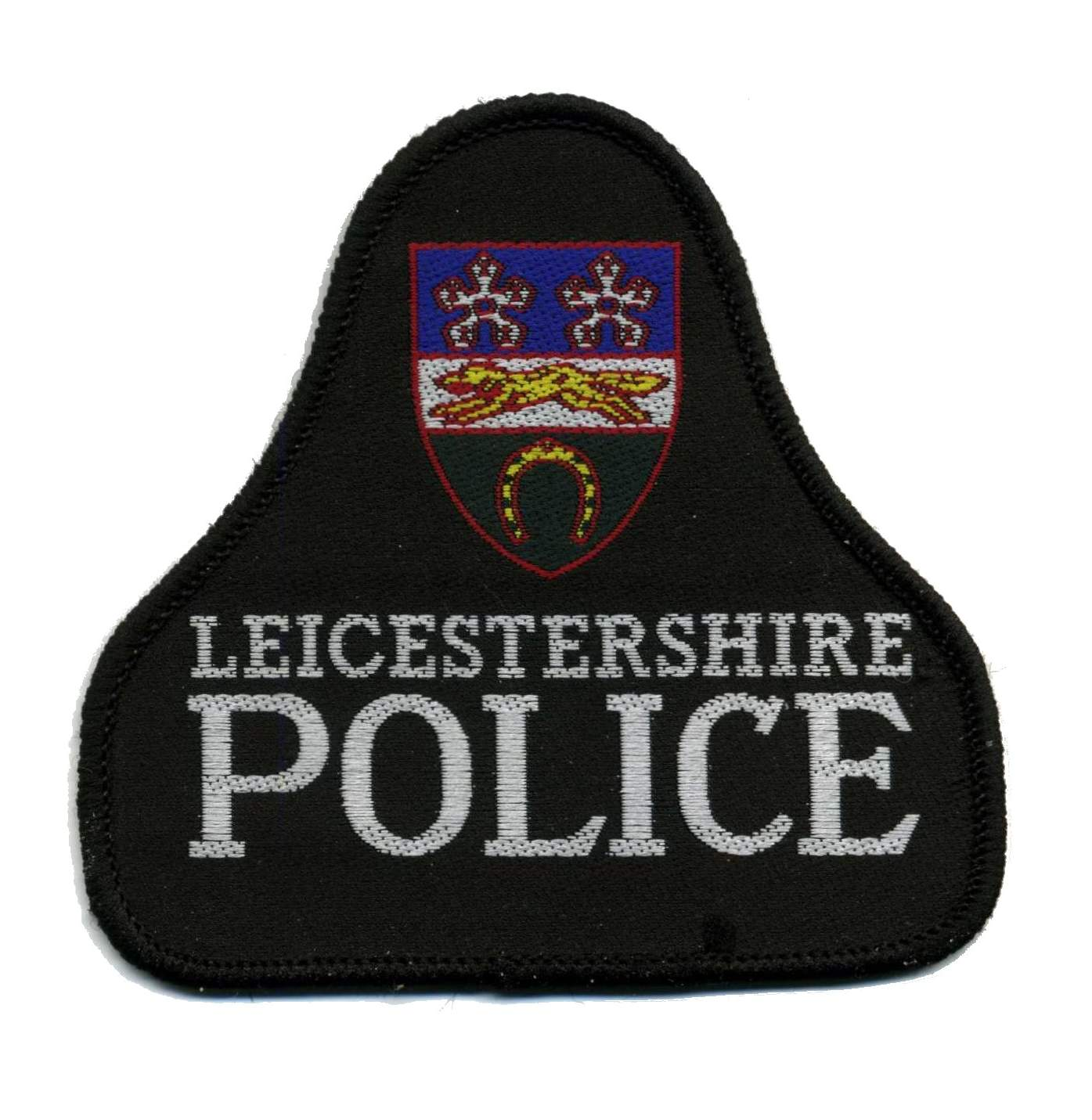
Naszywka mundurowa
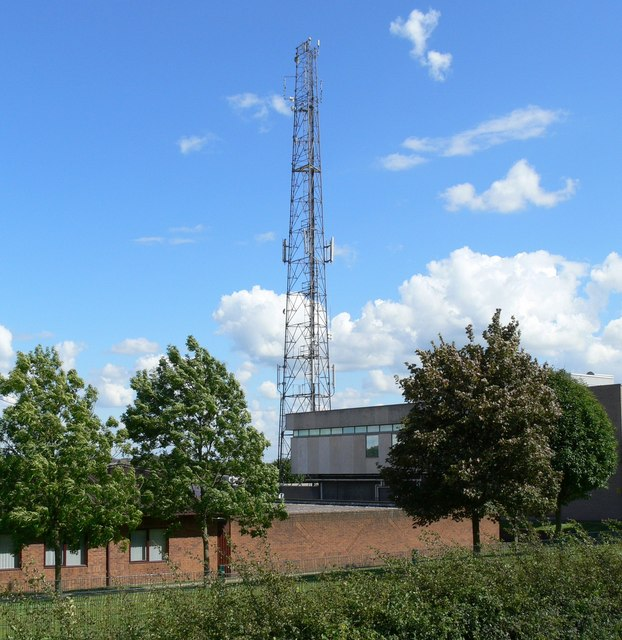
Komenda główna w Enderby
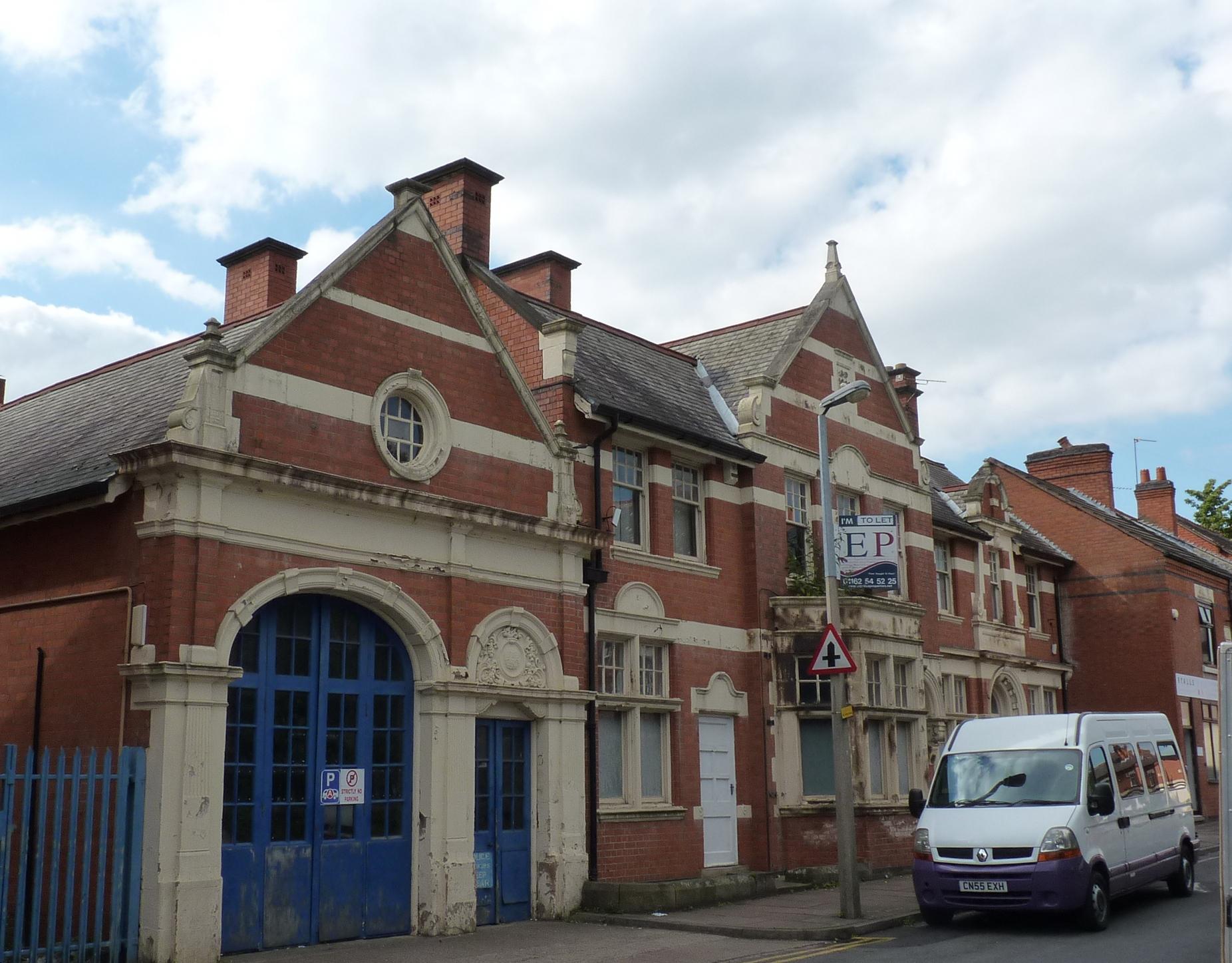
Posterunek z 1899 w Leicester